# Ceroplastes purpurellus
Ceroplastes purpurellus är en insektsart som beskrevs av Cockerell 1903. Ceroplastes purpurellus ingår i släktet Ceroplastes och familjen skålsköldlöss. Inga underarter finns listade i Catalogue of Life.